# Pierre Blondiaux
Pierre Auguste Blondiaux (París, 23 de enero de 1922-Niza, 14 de abril de 2003) fue un deportista francés que compitió en remo.
Participó en los Juegos Olímpicos de Helsinki 1952, obteniendo una medalla de plata en la prueba de cuatro sin timonel. Ganó dos medallas de bronce en el Campeonato Europeo de Remo, en los años 1951 y 1953.

## Palmarés internacional
| Juegos Olímpicos   | Juegos Olímpicos       | Juegos Olímpicos  | Juegos Olímpicos   |
| Año                | Lugar                  | Medalla           | Prueba             |
| ------------------ | ---------------------- | ----------------- | ------------------ |
| 1952               | Helsinki (Finlandia)   | Medalla de plata  | Cuatro sin timonel |
| Campeonato Europeo |                        |                   |                    |
| Año                | Lugar                  | Medalla           | Prueba             |
| 1951               | Mâcon (Francia)        | Medalla de bronce | Cuatro sin timonel |
| 1953               | Copenhague (Dinamarca) | Medalla de bronce | Ocho con timonel   |